# Château de Niedzica

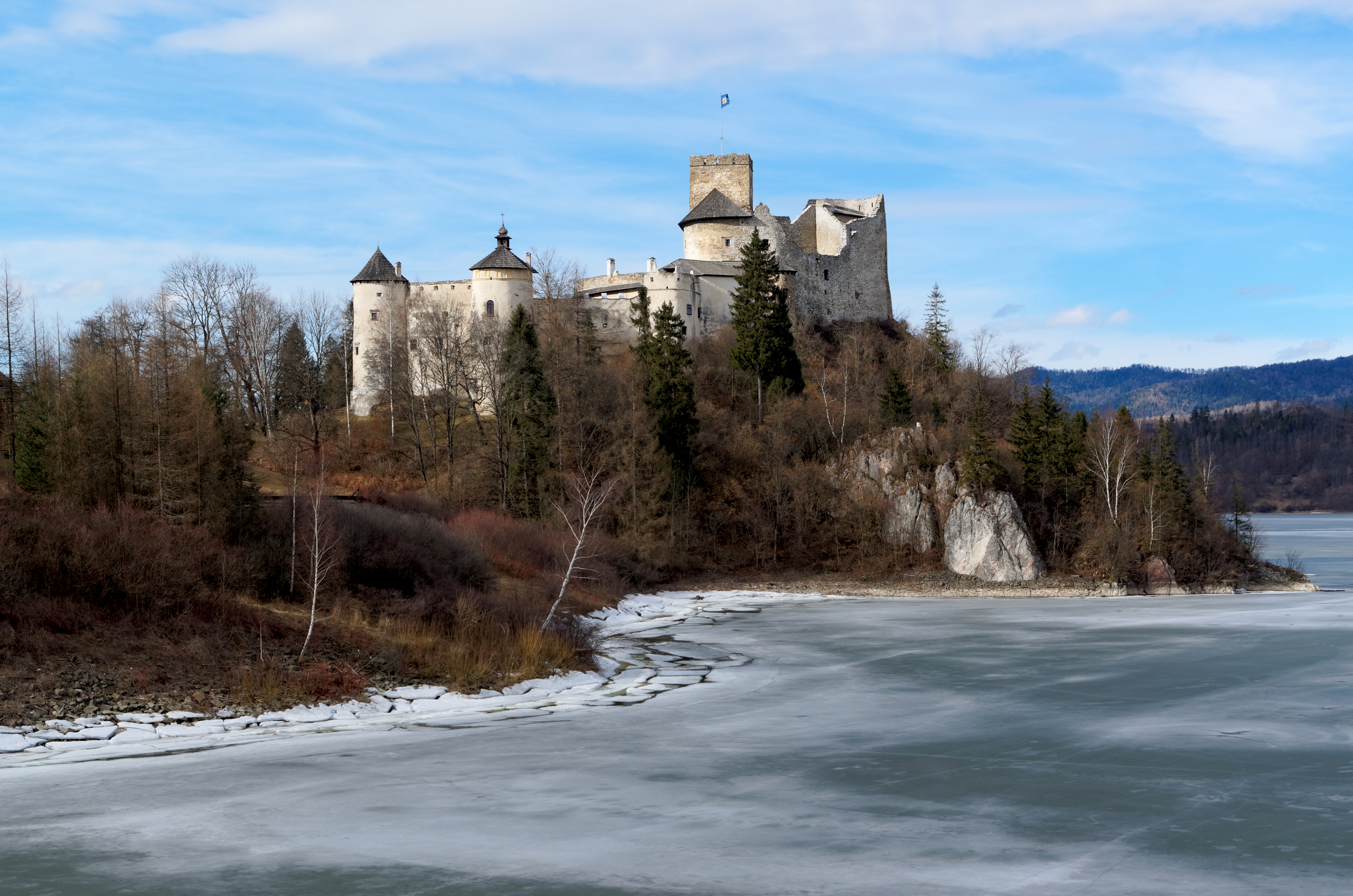
Le château, quand le lac est gelé.

Le château de Niedzica (latin : Castrum de Dunajecz, hongrois : Nedec Váralja / Nedec-Vár, allemand : Sub-Arx Unterschloss, slovaque : Nedecký hrad) est un château situé dans le Sud de la Pologne, à Niedzica (voïvodie de Petite-Pologne, powiat de Nowy Targ). Le château est aussi connu sous le nom de château du Dunajec.
Le château est bâti entre 1320 et 1326 par ordre de Kokosz de Brezovica sur l'emplacement d'un ancien fort protégé par les défenses naturelles des Piénines. À l'origine ce fut une citadelle hongroise sur la frontière avec la Pologne. Le château se situe à 566 m d'altitude, surplombant le lac de Czorsztyn. Le château est distant de 300 m des bords du fleuve Dunajec. Le château fait face à celui de Czorsztyn, en ruines, qui est situé de l'autre côté du lac.
Le château est classé au registre des monuments protégés depuis le 1er août 1947.

## Note
1. ↑  La région étant frontalière, le château a porté des noms différents selon les époques : latin : Castrum de Dunajecz, hongrois : Nedec Váralja, Nedec-Vár, allemand : Sub-Arx Unterschloss, Arx Dunajecz, Niestner Schloß, slovaque : Nedecký hrad.